# Рибњак Ечка
Рибњак Ечка је највећи рибњак у Србији и међу највећима у Европи. Налази се у равничарској области западног Банатa, у близини ушћа реке Бегеј у Тису, јужно од града Зрењанинa. То је сложен систем језера одвојених насипима. Четири језера: Бело језеро, језеро Коча, језеро Мика и језеро Јоца чине преко 80% укупне водене површинe, док остатак чине мањи базени за производњу рибе. Име је добило по великом селу Ечка на северу, али су мања села Лукино Село и Бело Блато директно на љеговој обали.
Језера заузимају укупну површину ид ији 15,42 km², што их заједно чини, по величини, трећим највећим језером у Србији, после две Ђердапске хидроелектране. Производња рибе обавља се на око 1700 хектара, а годишњи принос износи и до 6000 тона рибе, углавном шарана. Водени простор који се не користи за комерцијалну производњу је доступан за рекреативни риболов.
Производња рибе је почетком 2022. године обустављена.

## Географија
Рибњак Ечка се налази у западном Банату, око 10 km јужно од града Зрењанина, и у потпуности се налази на његовој административној територији. Језерски систем тече у општем правцу североисток-југозапад, у укупној дужини од око 10 km, паралелно са регулисаним током Бегеја. Маскимална ширина је око 1 km код Белог Језер, а укупна површина језера је 15,42 km². Систем се састоји од 46 језера и акумулација, од којих су четири, кренувши са истока ка западу, Бело језро (4.59 km²), језеро Коча (2.59 km²), језеро Мика (1.88 km²), и језеро Јоца (3.72 km²). Језера су релативно плитка, најдубље је Бело језеро са просечном дубином од 1.33m; док језеро Јоца има просечну дубину од 0.77 m.
Језеро Бело Блато се налази на јужној обали језера Коча, а Лукино село на источкој обали Белог језера. Село Ечка се налази источно од Кулиног Села, са леве стране тока реке Бегеј.
Главна Рибарска зграда и хотел Сибила су смештени на јужној обали Белог језера. До њих се може доћи преко пута који спаја Зрењанин и Београд. улаз у специјални резерват природе Царску бару се такође налази на овом путу.

## Историја
Лазарева мапа, која датира из 16. века и која се чува у Националној библиотеци Мађарске у Будимпешти, приказује влажна поља у околини ушћа Бегеја и Тамиша у Тису. Према историјским документима из 16. века, дозволе за пецање су биле дате за област под називом Бела мочвара, влажно поље у околини последњег дела реке Бегеј.
Обимни радови на уређењу мочварног подручја почели су у 19. веку, под влашћу Аустроугарске на том подручју. Године 1806. последњи део Бегеја померен је јужно од мочвара, у вештачки изграђен канал. 1891. године почела је организована производња рибе у овом газдинству. Међутим, већи део 19. века канал је био запуштен, али су крајем 19. и почетком 20. века регулисани токви река Тисе и Бегеја, потигнут је насип, изграђена је каналска мрежа и реконструисано је Бело језеро
Од 2008. године, ово газдинство послује по захтевима квалитета ISO9001 стандарда и HACCP систему.

## Производња рибе
Рибњак Ечка припада компанији „Ečka a.d.”, која је и једини корисник овог рибњака. Производња рибе се врши на површини од 1.700 хектара, пре свега у мањим резервоарима који су одвојени од главног система језера. Шаран је главни извоз, чинећи око 90% укупне производње, и мање количине Амура, Тостолобика, Смуђа и Сома чине остатак, Шаран се гаји до 3 године са просечним тежинама од 3 до 4 килограма. Хвата се у касну јесен и затим је преусмерен на тржиште у Србији, Северној Македонији и Босни и Херцеговини. Највећи успех на тржишту у периоду православног поста, и чак половина буде продата у недељу дана пред славу Светог Николе која је 19. децембра. Рибњак Ечка је регистрован у заводу за интелектуалну својину Републике Србије.
Осим овог рибњака, компанија такође поседује остале мање објекте производње рибе у Меленцима, Српском Итебеју и Ченти, све смештене у Банату.

## Туризам
Језеро је спојено новоизграђеним путем са Белим Блатом, мултинационалним селом познатом по обради трске. Језеро Јоца је право место за рекреативно пецање, најбољи природни ревир за пецање штуке у региону, и рај за спортски риболов, заснован на принципу ухвати и пусти. За пецање на овом језеру је потребна дозвола.
У непосредној близини језера Јоца, такође у саставу Рибарског газдинства "Ечка", је Специјални резерват природе "Царска бара", светски позната орнитолошка станица са преко 250 регистрованих врста птица.
Рибарско газдинство „Ечка" осмислило је тродневне, петодневне и седмодневне аранжмане боравка риболоваца и туриста на  језеру Јоца са смештајем у хотелу Сибила са две звездице, и излетима до Царске баре, језера Сент Андреја, Ковачице, Идвора, села Бело блато и Зрењанина. Рибарског газдинство "Ечка" до језера Јоца организује и трансфер од аеродрома Никола Тесла у Београду.